# Hagneck
Hagneck (toponimo tedesco) è un comune svizzero di 1 427 abitanti del Canton Berna, nella regione del Seeland (circondario del Seeland).

## Geografia fisica
Hagneck è affacciato sul Lago di Bienne.

## Storia
Il comune di Hagneck fu istituito nel 1840 per scorporo da quello di Täuffelen.

## Società

### Evoluzione demografica
L'evoluzione demografica è riportata nella seguente tabella:
Abitanti censiti

## Infrastrutture e trasporti
Hagneck è servito dall'omonima stazione sulla ferrovia Bienne-Ins.

## Amministrazione
Ogni famiglia originaria del luogo fa parte del cosiddetto comune patriziale e ha la responsabilità della manutenzione di ogni bene comune.